# Rubus buschii
Rubus buschii är en rosväxtart som först beskrevs av Maria Aleksandrovna Alexandrovna Rozanova, och fick sitt nu gällande namn av Grossheim. Rubus buschii ingår i släktet rubusar, och familjen rosväxter. Inga underarter finns listade i Catalogue of Life.